# Mimosiphonops
Mimosiphonops là một chi động vật lưỡng cư trong họ Siphonopidae, thuộc bộ Gymnophiona. Chi này có 2 loài và không bị đe dọa tuyệt chủng.

## Các loài
- Mimosiphonops reinhardti Wilkinson & Nussbaum, 1992
- Mimosiphonops vermiculatus Taylor, 1968